# Kolej Montana-Vermala

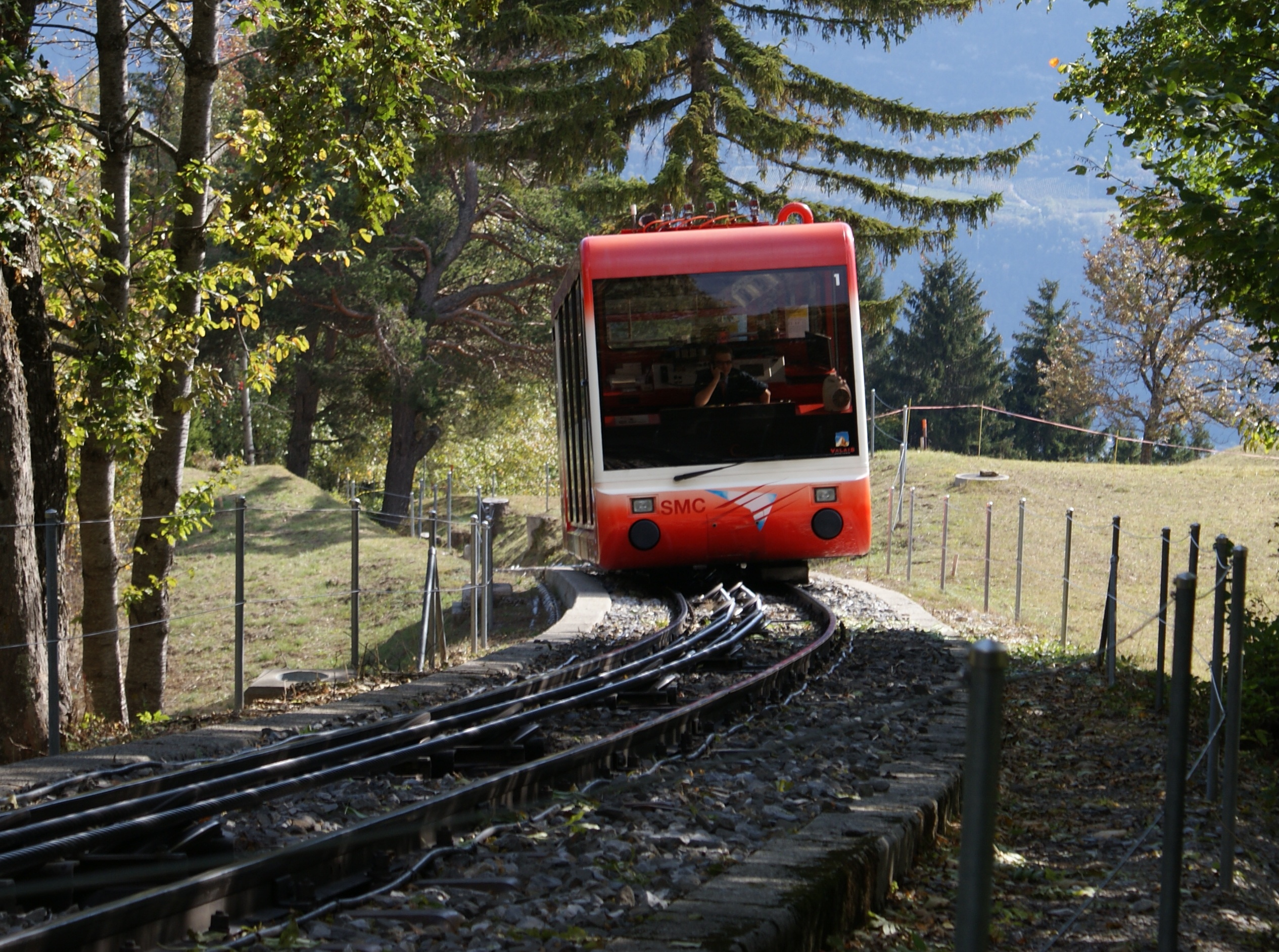
Widok z trasy

Kolej Montana-Vermala (Sierre-Montana-Crans, SMC) – kolej linowo-terenowa łącząca szwajcarskie miasto Sierre/Siders ze szczytem Montana-Vermala w Alpach Berneńskich. Jest to najdłuższa kolej linowo-terenowa na świecie.

## Charakterystyka
Kolej o rozstawie szyn 1000 mm ma długość 4191 metrów, przewyższenie 927 metrów i nachylenie trasy 426‰. Na trasie znajdują się dwa tunele - o długości 73 i 78 metrów.
Linia została uruchomiona w 1911 i miała wtedy dwa odcinki (Sierre - Saint-Maurice-de-Laque oraz Saint-Maurice-de-Laque - Montana Vermala) o łącznej długości torów 4252 metry. W 1943 i 1959 kolej była modernizowana, wymieniano też tabor. W 1911 podróż trwała 57 minut, a po modernizacji - 35 minut. W 1997 kolej zmodernizowano, połączono w jeden odcinek i po raz drugi wymieniono tabor. Czas jazdy skrócono do 12 minut.

## Przystanki
Kolejne przystanki to: Sierre/Sidres (534 m n.p.m.), Muraz (616 m n.p.m.), Venthône (817 m n.p.m.), Darnona (894 m n.p.m.), St-Mourice-de-Laques (1074 m n.p.m.), Bluche-Randogne (1263 m n.p.m.), Marigny (1315 m n.p.m.), Montana-Vermala (1471 m n.p.m.). Podróż można kontynuować koleją linową w kierunku szczytu Bellalui (2537 m n.p.m.).

## Galeria

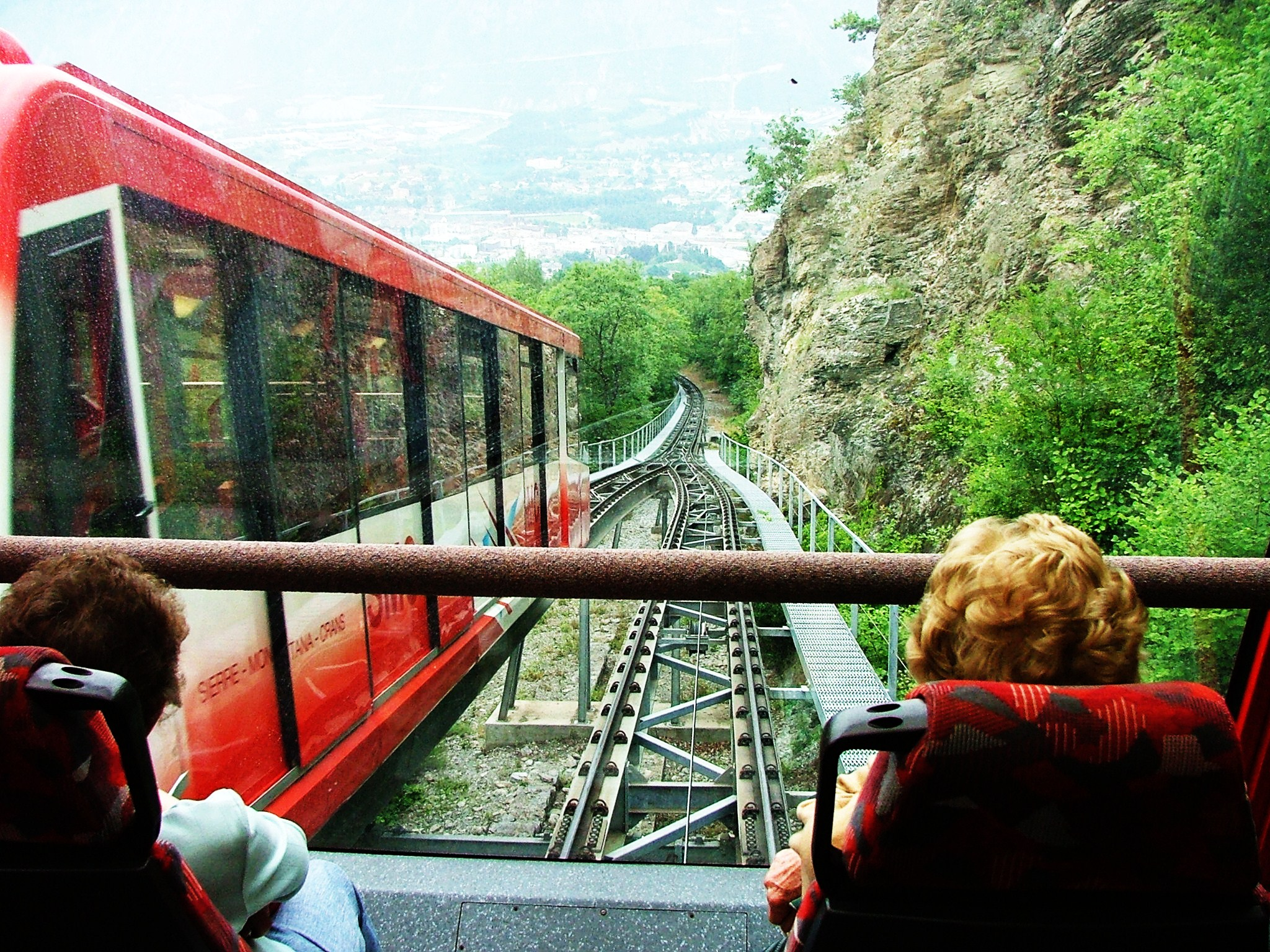
Jedna z mijanek
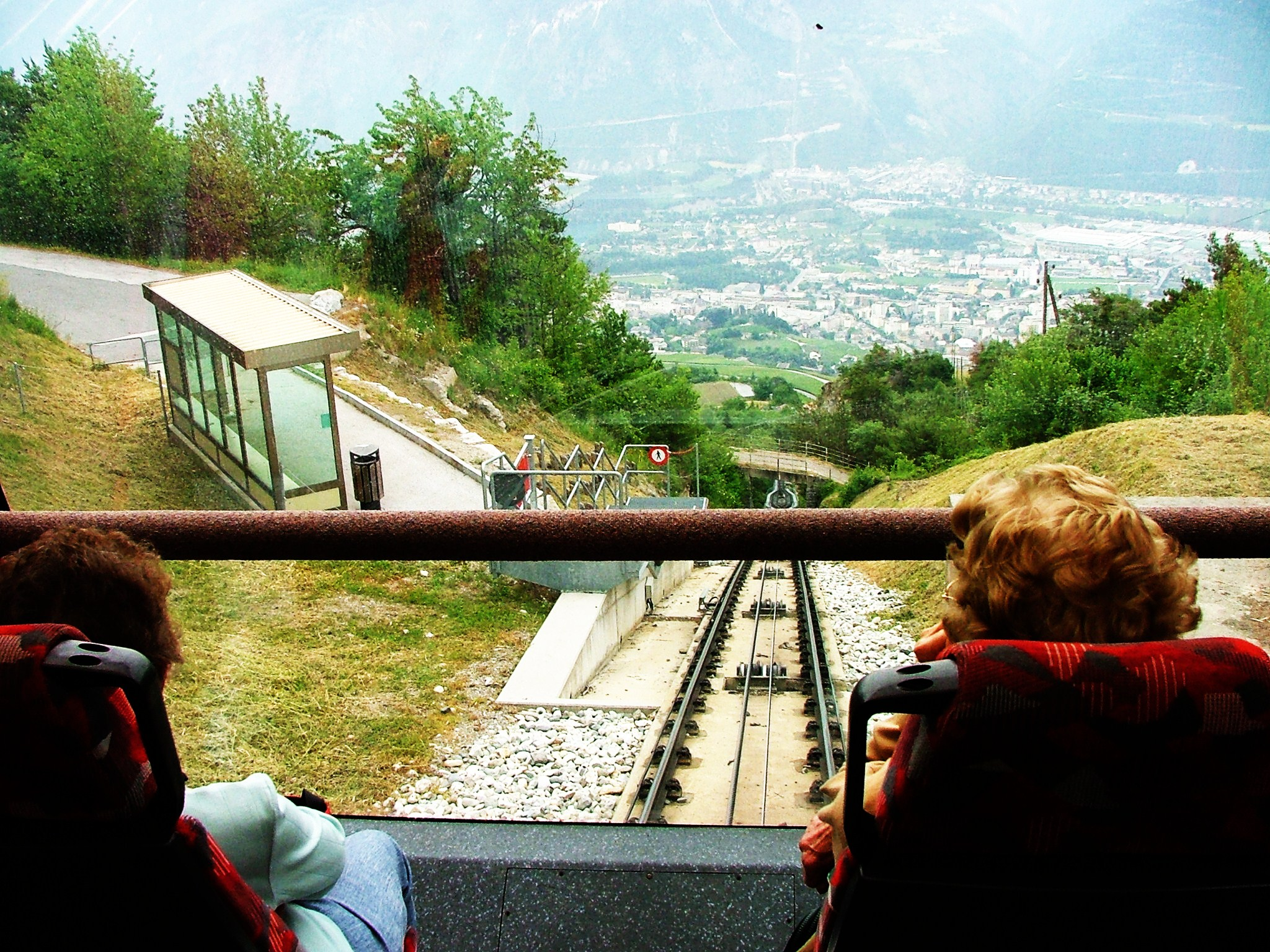
Przystanek
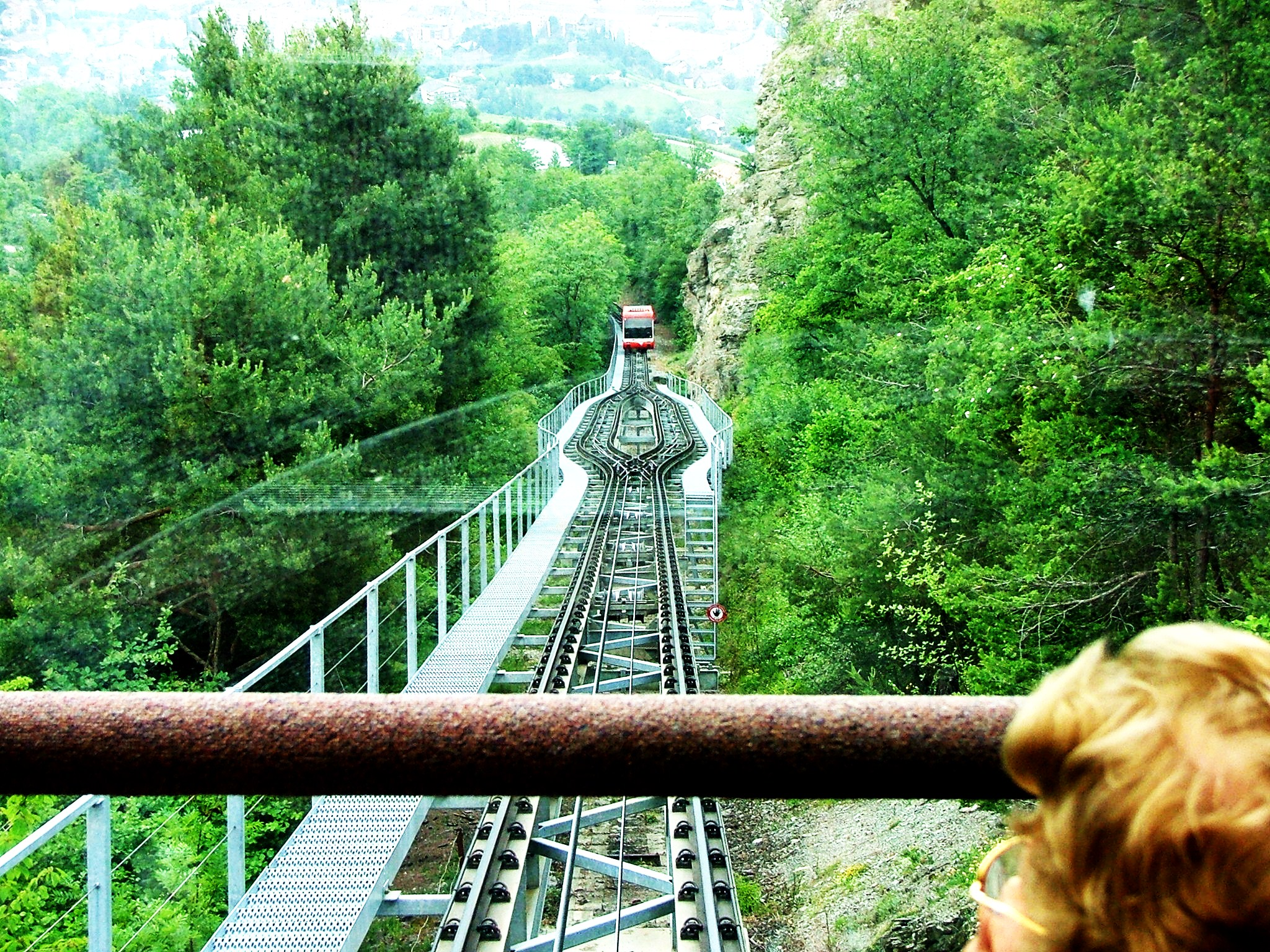
Trasa